# قسطل (موقع أثري)
قسطل هي مقبرة أثرية تقع على الضفة الشرقية لنهر النيل في النوبة السفلى، مقابل بلانا بالقرب من حدود السودان. يحتوي الموقع على سجلات أثرية من حضارة المجموعة الأولى، والمملكة المصرية الحديثة، وحضارة المجموعة X.
غمرت بحيرة ناصر قسطل.

## سجلات المجموعة الأولى
تم حفر ثلاث مقابر ثقافية مهمة في المجموعة الأولى في عصر الأسرة الأولى في مصر، والتي تقع في مصر الحالية والتي كانت فيما مضى النوبة السفلى قبل 5800 عام على الأقل. أهمها، المقبرة L، كشفت عن دفن ثري للحكام. تم العثور في إحدى هذه القبور على مبخرة يعتقدها بروس ويليامز من المعهد الشرقي بجامعة شيكاغو تصور الصور المخصصة لفرعون بما في ذلك الشكل الذي يعتقد أنه التاج الأبيض لمصر العليا .

## سجلات المجموعة -X
مقبرة المجموعة X التي تم التنقيب عنها من قبل والتر إيمري في 1931-1933 تضم مدافن كبيرة مع مدافن لملوك مع دفن سرير للملوك مع زخارف خيول وخدم من القرن الرابع إلى القرن السادس الميلادي. تم تأكيد الطبيعة الملكية للدفن من خلال وجود جثث كانت لا تزال ترتدي تيجانها وقت اكتشافها.

## روابط خارجية
- متحف النوبة: بلانة وقسطول
- متحف النوبة: المجموعة x أو حضارة بلانة